# Еммерінг (Фюрстенфельдбрук)
Еммерінг (нім. Emmering) — громада в Німеччині, розташована в землі Баварія. Підпорядковується адміністративному округу Верхня Баварія. Входить до складу району Фюрстенфельдбрук.
Площа — 10,94 км2. Населення становить 6822 ос. (станом на 31 грудня 2020).